# Saint-Marc (Cantal)

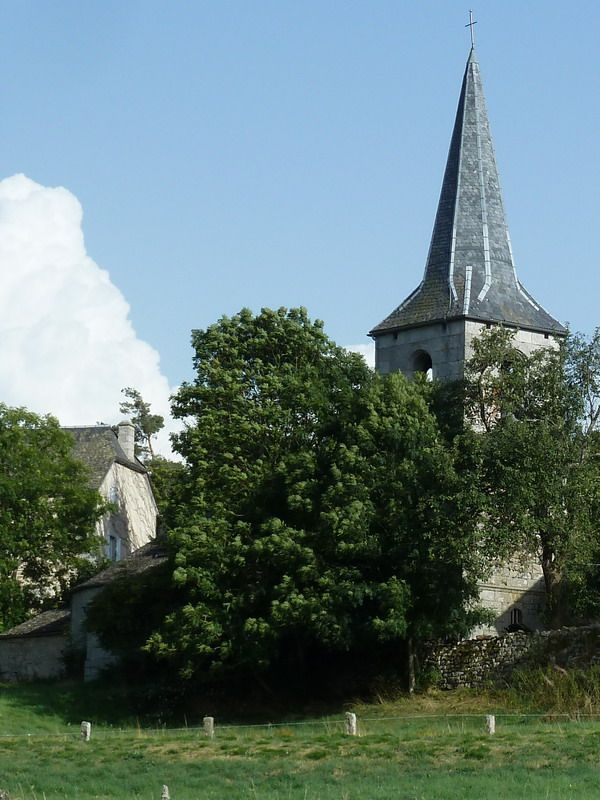
Kirche Saint-Mary in Saint-Marc

Saint-Marc ist eine Ortschaft auf 828–1051 Metern über Meereshöhe im Bereich des Zentralmassivs in Frankreich. Sie vormals eigenständige Gemeinde mit einer Gemarkung von 8,78 Quadratkilometern und heutige Commune déléguée befindet sich in der Region Auvergne-Rhône-Alpes, im Département Cantal, im Arrondissement Saint-Flour und im Kanton Neuvéglise. Sie wurde mit Wirkung vom 1. Januar 2016 mit Saint-Just, Loubaresse und Faverolles zur Commune nouvelle Val d’Arcomie zusammengelegt. Nachbarorte sind Faverolles im Westen, Loubaresse im Norden, Albaret-Sainte-Marie im Osten, Saint-Just im Süden und Albaret-le-Comtal im Südwesten.

## Bevölkerungsentwicklung
| Jahr      | 1962 | 1968 | 1975 | 1982 | 1990 | 1999 | 2007 | 2013 |
| --------- | ---- | ---- | ---- | ---- | ---- | ---- | ---- | ---- |
| Einwohner | 170  | 174  | 141  | 116  | 96   | 97   | 86   | 82   |